# Apurimacia
Apurimacia é um género botânico pertencente à família Fabaceae.

## Espécies
- Apurimacia boliviana
- Apurimacia incarum
- Apurimacia libertatis
- Apurimacia lonchocarpoides
- Apurimacia michelii